# SN 2000fu
SN 2000fu – supernowa odkryta 6 czerwca 2000 roku w galaktyce M-03-38-21. W momencie odkrycia miała maksymalną jasność 16,50m.